# Pedro Esmeraldo da Silva
Pedro Esmeraldo da Silva (Crato, 29 de janeiro de 1876 — 1 de outubro de 1934) foi um padre e monsenhor brasileiro.

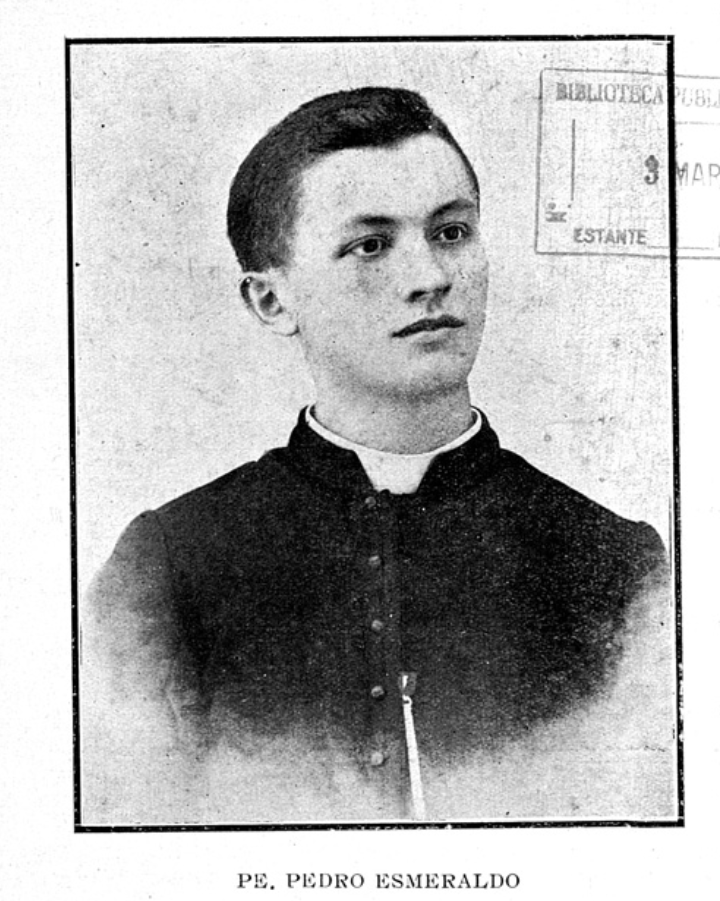
Padre Esmeraldo

Era filho de Antônio Esmeraldo da Silva e Maria de Santana Gonçalves Esmeraldo. Ingressou no Seminário São José, onde fez o curso primário. Após, ingressou no Seminário de Olinda para o término do curso preparatório, e fazendo teologia a seguir, em Fortaleza.
Orador de destaque, em 1909, juntamente com os padres Joaquim Ferreira de Melo e Emílio Leite Álvares Cabral, reiniciaram as aulas no Seminário São José, que havia anos estava fechado.
Exerceu o cargo de Cura da Catedral do Bispado de Pelotas, no Rio Grande do Sul, quando o padre Joaquim Ferreira de Melo foi nomeado bispo daquela região.